# Isla del Rey (Chile)
La isla del Rey es una isla de la Región de Los Ríos, en el sur de Chile. Se encuentra en la desembocadura del río Valdivia en la bahía de Corral. Al este, la isla está separada del continente por el río Futa y por el sur por el río Tornagaleones. Con una superficie de 51,5 km² siendo la más extensa porción insular de la Región de Los Ríos, y la isla más grande de aguas interiores de todo Chile. Es habitada por unas 1.000 personas.

## Localidades
Está compuesta por tres sectores: Carbonero, Centro y Las Coloradas. Carbonero corresponde a la parte más occidental de la isla, donde se encuentra la parte más habitada y cercana al continente. Posee un pequeño embarcadero y el comienzo del camino que conecta con el resto de los sectores de la isla, y fue parte del sistema defensivo de fuertes de Valdivia durante la Colonia con la batería del Carbonero situada en la parte noroccidental de la isla. En el sector centro se encuentra la comunidad de Venegas, que posee una posta médica, la sede del sindicato de pescadores, locales de comida, zonas de camping e instalaciones turísticas. El sector Las Coloradas es un lugar más campestre, con cabañas y cultivos de árboles frutales y hortalizas. Buena parte de la isla corresponde a una Área de Alto Valor de Conservación (AAVC) y es administrada por la empresa Arauco.

## Flora y fauna
En la isla del Rey habitan ranitas de Darwin, comadrejas trompudas, ejemplares de plantas Valdivia gayana, cipreses de las Guaitecas y alerces, estos últimos siendo la reserva más septentrional de esta especie en Chile.